# Русняк, Ласло
Ласло Русняк (венг. Rusznyák László; 10 мая 1933, Шомодь (медье) — 29 ноября 1957, Будапешт) — венгерский рабочий-шахтёр, активный участник антикоммунистического Венгерского восстания 1956 года. Первый командир «Шахтёрской бригады». Казнён после подавления восстания. В современной Венгрии считается героем революции.

## Несогласный шахтёр
Родился в семье железнодорожного рабочего. В 16 лет ушёл из дома, жил в Будапеште. Работал на заводах столицы литейщиком и чернорабочим. Затем перешёл на угольную шахту в медье Пешт.
В 1953—1955 служил в армии, получил звание капрала. Вернулся на шахту, работал горнопроходчиком. Считался передовиком производства. В то же время Ласло Русняк негативно относился к правящему режиму, особенно к органам госбезопасности.

## Будапештский повстанец
В октябре 1956 года Ласло Русняк поддержал антикоммунистическое Венгерское восстание. С группой других шахтёров-единомышленников он прибыл в Будапешт. Присоединился к повстанческой группировке, контролировавшей площадь Сена, во главе которой стояли Йожеф Дудаш и Янош Сабо.
Несмотря на скромность характера, которую отмечали знавшие его люди, в первые дни боёв Ласло Русняк командовал «Шахтёрской бригадой» повстанцев. Участвовал в крупном боестолкновении 28 октября с превосходящими силами советских войск и местных коммунистов. 2 ноября передал командование Роберту Бану. В составе повстанческой группы Бана попытался отступить из Будапешта к австрийской границе, чтобы развернуть борьбу в провинции.
4 ноября Ласло Русняк попал в плен к советским войскам. Несколько недель содержался в Ужгороде.

## Суд и казнь
22 декабря Ласло Русняк был передан властям ВНР. Предстал перед судом в рамках процесса «Шахтёрской бригады». На суде держался твёрдо, заявил, что сражался не против народной власти, а «против тайной полиции, угнетающей венгерский народ».
29 июля суд приговорил Русняка к смертной казни. Приговор был обжалован, но 23 ноября подтверждён. Через неделю после окончательного приговора Ласло Русняк был казнён вместе с Робертом Баном и двумя другими повстанцами-шахтёрами — Тибором Цимером, Андрашем Лауринецем.

## Память
В современной Венгрии Ласло Русняк считается героем и мучеником революции, знаковой фигурой рабочего участия в восстании 1956 года.